# 버지스 셰일
버지스 셰일(Burgess Shale)은 브리티시컬럼비아주의 요호 국립공원에 위치한 버지스(Burgess) 산에서 발견된 이판암(셰일, Shale)을 말한다. 버지스 셰일은 1907년부터 1927년까지 스미스소니언 박물관의 관장으로 일했던 찰스 두리틀 월컷(Charles Doolittle Walcott)에 의해 1909년에 발견된 캄브리아기의 화석들, 혹은 그 지역을 말한다. 찰스 두리틀 월컷은 1910년부터 1925년까지 최소 6만개에서 8만개에 이르는 화석을 채취했다.

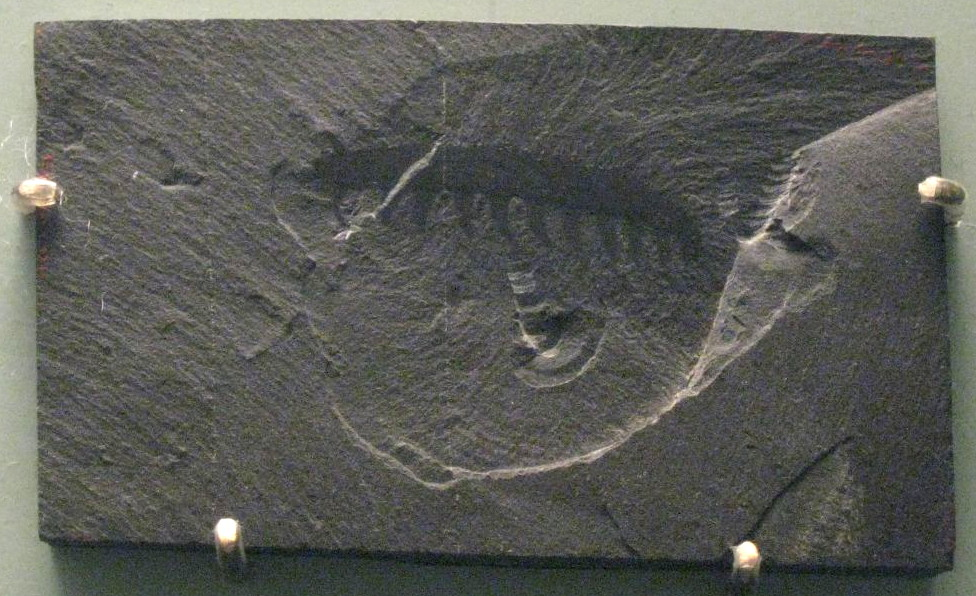